# Joan Didion
Joan Didion, född 5 december 1934 i Sacramento, Kalifornien, död 23 december 2021 i New York, var en amerikansk författare, journalist och essäist. Tillsammans med sin make, John Gregory Dunne (som hon var gift med från 1964 fram till hans död 2003), skrev hon även flera manus för film. Hon medverkade regelbundet i  The New York Review of Books och The New Yorker. Hon var under senare delen av sitt liv bosatt på Manhattan i New York.

## Biografi
Joan Didion föddes i Sacramento. Hennes far var anställd i armén och republikan, och släkten var bland de första som slog sig ner i trakten, när Kalifornien koloniserades. Didion tog examen 1955 från Berkeleyuniversitetet i engelska, och slog igenom som journalist på 1960-talet. Hon är en av de främsta representanterna för New Journalism-skolan, med typiskt skönlitterärt narrativa element i nyhetsrapporteringen. Till detta kommer hennes minimalistiska stil, påverkad av Ernest Hemingway, och hennes distanserade förhållningssätt, vilket blivit stilbildande. Hon ger aldrig svar på de svåra frågorna, hon bara gestaltar dem. Under en lång tid skrev hon för modemagasinet Vogue, och övertog Sylvia Plaths plats där, men skrev senare för flera andra prestigefyllda tidningar och tidskrifter.
Hon flyttade 1956 till New York, där hon lärde känna John Gregory Dunne, Dominick Dunnes yngre bror, och de gifte sig, och adopterade dottern Quintana. Under dessa år blev hon anlitad att skriva om hippiekulturen, och hon har samlat sina essäer därom i Slouching Towards Bethlehem, som innehåller starka skildringar av utsatta kvinnor och flickor, om LSD, Vietnamkriget och den amerikanska självbilden. Från 1970-talet blev hennes författarskap mer politiskt präglat, samtidigt som hon själv övergav de republikanska idéer hon uppfostrats med, och började allt mera sympatisera med demokraterna. Hennes politiska ställningstagande på äldre dagar var ett totalt fjärmande från partipolitiken, men även emot hur politiken framställdes i medierna.
1963 debuterade Didion som romanförfattare med Run, River. 1971 års roman Lagt kort lade "grunden för synen på henne som en känslig tidsskildrare med vass och melankolisk penna."
Hon skrev fem romaner och åtta fackböcker. The Year of Magical Thinking (2005; Ett år av magiskt tänkande 2006) handlar om det första året efter döden av hennes make sedan 40 år, samt de tankar om sorgens mekanismer detta medförde. För den erhöll hon priset National Book Award. Under bokens tillkomst avled även deras dotter. Blue Nights (2011; Blå skymning 2012) handlar om sorgen efter dottern och maken, och om Didions tankar om åldrande. I Political Fictions samlades hennes reportage om de amerikanska presidentvalen 1988–2000.

### Skönlitteratur
- Run, River (1963)
- Play It As It Lays (1970) (Lagt kort, 1971; översättning Lars Gustav Hellström)
- A Book of Common Prayer (1977) (Bönbok för en vän, översättning Brita Dahlman, 1978)
- Democracy (1984)
- The Last Thing He Wanted (1996)

### Fackböcker och essäsamlingar
- Slouching Towards Bethlehem (1968)
- The White Album (1979)
- Salvador (1983) (Salvador, översättning Ulf Gyllenhak, 1983)
- Miami (1987)
- After Henry (1992)
- Political Fictions (2001)
- Where I Was From (2003) (Kalifornien: min historia, översättning Ulla Danielsson, 2006)
- Fixed Ideas: America Since 9.11 (2003)
- Vintage Didion (2004, urval av tidigare publicerade texter)
- The Year of Magical Thinking (2005) (Ett år av magiskt tänkande, översättning Ulla Danielsson, 2006)
- We Tell Ourselves Stories in Order to Live: Collected Nonfiction (2006, hennes första sju sakprosaböcker)
- Blue Nights (2011) (Blå skymning, översättning Ulla Danielsson, 2012)
- Att lära sig själv att leva (urval) (översättning Ulla Danielsson, 2008)
- South and West (Anteckningar från två reportageresor på 70-talet.) (Anteckningar, översättning Magdalena Sörensen 2017)

### Manus som medförfattare
- Panik i Needle Park (1971)
- Play It as It Lays (1972)
- En stjärna föds (1976)
- Avslöjandet (True Confessions, 1981)[5]
- Tid att älska (1996)